# Чонхо
Чхве Чонхо (кор. 최종호?, 崔鍾浩?; род. 12 октября 2000 года, Новонгу, Сеул, Республика Корея), наиболее известный как Чонхо, — южнокорейский певец и актёр. Он является участником и главным вокалистом южнокорейского бой-бэнда ATEEZ, дебютировавшего в 2018 году. Чонхо также записал множество саундтреков к корейским телесериалам, включая «Gravity» для сериала «Младший сын семьи чеболя» и «A Day» для «Хватай Сон Чжэ и беги».
Помимо музыкальной деятельности, Чонхо дебютировал в качестве актёра в сериале канала KBS2 «Имитация» в 2021 году и участвовал в создании нескольких оригинальных саундтреков в качестве участника Shax, вымышленной айдол-группы в сериале.

## Ранняя жизнь и образование
Чхве Чонхо родился 12 октября 2000 года в Новонгу, Сеул, Республика Корея. Окончил среднюю школу Нойль и старшую школу Сурак. В настоящее время учится в Университете глобальных информационных технологий на факультете радиовещания и развлечений.

## Карьера

### 2017: Пре-дебют
В 2017 году Чонхо был представлен как один из участников шоу на выживание JTBC «Mix Nine» от KQ Entertainment. Он был исключен в десятом эпизоде, заняв итоговое 43-е место.
После этого он был представлен как участник пре-дебютной группы KQ Fellaz, в которую вошли ещё семь человек, все из которых сейчас являются участниками бой-бэнда ATEEZ.

### 2018-наст. время: Дебют и деятельность с ATEEZ
24 октября 2018 года Чонхо официально дебютировал в качестве главного вокалиста первой мужской группы KQ Entertainment, «ATEEZ», с дебютным мини-альбомом Treasure EP.1: All to Zero. В рамках группы Чонхо исполнил одну сольную песню — «Everything», которую он соавторствовал в рамках четвёртого студийного альбома ATEEZ The World EP.Fin: Will.

### 2020-наст. время: Сольная деятельность и актёрский дебют
С мая 2020 года по май 2022 года Чонхо выпустил каверы на оригинальные саундтреки корейских дорам под проектом «JJongST» (кор. 쫑ST). Музыкальные клипы к этим каверам показывают Чонхо, который посещает места съёмок соответствующих дорам и исполняет песни на их фоне. Помимо проекта «JJongST», Чонхо также выпустил другие каверы, включая «Wild Flower» Пак Хёшина, «Ditto» группы NewJeans при участии Maddox, «Dear Name» IU при участии Сана из ATEEZ и «Tell Me That You Love Me» Джеймса Смита.
В 2021 году Чонхо дебютировал как актёр в дораме KBS2 «Имитация», где исполнил роль Хёка, самого младшего участника вымышленной группы Shax. В августе 2022 года Чонхо участвовал в конкурсе на звание Короля Масок 184-го поколения в шоу «Лучший певец в маске» под сценическим псевдонимом «Паровые кипарисы». В сентябре 2022 года Чонхо выпустил саундтрек «A Fairy Tale of Youth» для реалити-шоу «Молодёжный лагерь». В том же году он выпустил саундтрек «Gravity» для дорамы «Младший сын семьи чеболя».
В феврале 2023 года Чонхо выпустил саундтрек к исторической дораме «Наша цветущая молодость» под названием «Wind». В мае 2023 года он принял участие в шоу «Бессмертная песня 2» и исполнил песню «So You» исполнителя Yarn. В июне он вернулся на шоу с песней «Things to do Tomorrow» исполнителя Сон Сигёна. В мае 2024 года Чонхо выпустил саундтрек «A Day» к дораме «Хватай Сон Чжэ и беги». С ноября 2024 по январь 2025 года он участвовал в шоу KBS2 «Перемещающиеся голоса» в Мюнхене, Германия, вместе с Хонджуном, Пэ Сюзи, Генри Лау, Сону Чона и Sohyang. 14 декабря 2024 года Чонхо сотрудничал с участницей группы STAYC Сиын для дуэтного исполнения песни «When It Snows» исполнителя Ли Муджина на международном фестивале Music Bank в Японии.
7 апреля 2025 года Квон Сункван из южнокорейской инди-группы No Reply выпустил цифровой сингл «Our Memories» (кор. 우리의 기억) при участии Чонхо.

## Личная жизнь
26 августа 2023 года компания KQ entertainment объявила, что Чонхо временно приостановит свою деятельность для хирургического вмешательства и реабилитации из-за разрыва мениска. 12 октября 2023 года было объявлено, что Чонхо вернется к выступлениям и присоединится к остальным участникам ATEEZ на шоу «M Countdown in France» 15 октября. Ему будет рекомендовано избегать интенсивных хореографических выступлений, и он будет выступать сидя или стоя.

## Дискография

### Приглашённый артист
| Название                                                | Год  | Альбом            |
| ------------------------------------------------------- | ---- | ----------------- |
| «우리의 기억 (Our Memories)» (Квон Сункван feat. Чонхо) | 2025 | Неальбомный сингл |

### Саундтреки
| Название                          | Год  | Наивысшая позиция в чарте | Альбом                       |
| Название                          | Год  | KOR                       | Альбом                       |
| --------------------------------- | ---- | ------------------------- | ---------------------------- |
| «Malo» (как Хёк из Shax)          | 2021 | —                         | Имитация OST                 |
| «Amen» (как Хёк из Shax)          | 2021 | —                         | Имитация OST                 |
| «Trouble Maker» (как Хёк из Shax) | 2021 | —                         | Имитация OST                 |
| «A Fairy Tale of Youth»           | 2022 | —                         | Молодёжный лагерь OST        |
| «Gravity»                         | 2022 | —                         | Младший сын семьи чеболя OST |
| «Wind»                            | 2023 | —                         | Наша цветущая молодость OST  |
| «A Day»                           | 2024 | 133                       | Хватай Сон Чжэ и беги OST    |

## Фильмография

### Телесериалы
| Год  | Нзазвание | Роль | Ист.   |
| ---- | --------- | ---- | ------ |
| 2021 | Имитация  | Хёк  | [ 26 ] |

### Телешоу
| Год       | Название                             | Роль             | Эпизод(ы) | Примечания                                          | Ист.   |
| --------- | ------------------------------------ | ---------------- | --------- | --------------------------------------------------- | ------ |
| 2017-2018 | Mix Nine                             | Участник         | 1-10      | Занял 43-е место в общем зачете (Мужская категория) | [ 5 ]  |
| 2022      | Лучший певец в маске                 | Участник         | 369       | Участвовал как «Паровые кипарисы»                   | [ 14 ] |
| 2023      | Бессмертная песня 2                  | Участник         | 606       |                                                     | [ 17 ] |
| 2024      | Бессмертная песня 2                  | Участник         | 662       |                                                     | [ 18 ] |
| 2024-2025 | Движущиеся голоса (кор. 나라는 가수) | Актёрский состав | 6-10      | В Германии                                          | [ 27 ] |

## Композиторские права
Все названия песен взяты из базы данных Korea Music Copyright Associationесли не указано иное.
| Год  | Артист | Песня        | Альбом                 | Лирика | Музыка |
| ---- | ------ | ------------ | ---------------------- | ------ | ------ |
| 2018 | Ateez  | «From»       | Неальбомный сингл      | Yes    | No     |
| 2023 | Чонхо  | «Everything» | The World EP.Fin: Will | Yes    | No     |

## Награды и номинации
| Награда                  | Год  | Категория                     | Работа / Номинант | Результат | Ист.   |
| ------------------------ | ---- | ----------------------------- | ----------------- | --------- | ------ |
| Korea Grand Music Awards | 2024 | Лучший оригинальный саундтрек | «A Day»           | Номинация | [ 29 ] |
| Seoul Music Awards       | 2025 | Оригинальный саундтрек        | «A Day»           | TBA       | [ 30 ] |

### Списки
| Издатель     | Год  | Список                                      | Место   | Примечания                                         | Ист.   |
| ------------ | ---- | ------------------------------------------- | ------- | -------------------------------------------------- | ------ |
| Spotify      | 2024 | Лучшее из K-OST CENTER 2024                 | Включён | За саундтрек «A Day»                               | [ 31 ] |
| Genius Korea | 2024 | Лучшие вокальные K-Pop выступления          | 3       | За дуэт с Саном, кавер-версия песни IU «Dear Name» | [ 32 ] |
| Forbes Korea | 2024 | Лучший исполнитель оригинальных саундтреков | 1       |                                                    | [ 33 ] |

### Комментарии
1. ↑  «Gravity» не попала в цифровой чарт Circle, но дебютировала на 98-м месте в чарте скачиваний[25].